# Armand Jammot
Armand Jammot (4 april 1922 - 19 april 1998) was een Frans televisieproducent. Hij maakte een aantal programma's, waaronder Les Dossiers de l'Écran en Des chiffres et des lettres. In 1985 gaf hij Yorkshire Television toestemming om Countdown, een Britse versie van Des chiffres et des lettres, uit te zenden. Dit programma is anno 2016 nog steeds op de televisie. In Nederland en Vlaanderen werd het spelprogramma uitgezonden onder de naam Cijfers en Letters.